# Voor Taal en Kunst
Voor Taal en Kunst is een in 1894 opgericht Mechels amateurtoneelgezelschap.

## Geschiedenis
Sinds de oprichting op 4 mei 1894 (toen het nog de Werkmanskring heette) wijzigde de vereniging een aantal keer van naam: eerst Het Christen Werkersverbond en uiteindelijk Voor Taal en Kunst. Al van bij het begin speelt het gezelschap drie toneelproducties per seizoen.
Verschillende bekende acteurs en actrices begonnen bij Voor Taal en Kunst hun carrière of speelden er mee: de broers Manu en René Verreth, later bekend van o.a. het Mechels Miniatuur Theater, Carry Goossens, Vic De Wachter, Hilde Van Haesendonck, Danny Timmermans, Bart De Pauw en Pietje Horsten.
Ter gelegenheid van de honderdste verjaardag van het gezelschap kreeg Voor Taal en Kunst in 1994 de titel van de Rederijkerskamer De Boonbloem toegekend.

## Prijzen
In de recente geschiedenis werd het gezelschap twee keer laureaat van het Landjuweel, nl. met

- Halverleven (van Danny Timmermans) in 2011 (75e Landjuweel in Gent)
- Kaatje is verdronken (van Alex van Warmerdam) in 2017 (81e Landjuweel in Oostende)